# Juan Pablo Díaz Burgos
Juan Pablo Díaz Burgos, (Graneros, Chile). Profesor de Educación física, orientador vocacional y dirigente político chileno, miembro de la Democracia Cristiana. Ex Alcalde de Graneros.

## Trayectoria política
Su carrera política la inicia en la Democracia Cristiana.
Elegido Alcalde de Graneros (2000-2012), reelegido en las elecciones municipales del 2004 y 2008. 
En 2013 participó de las elecciones de consejeros regionales, que por primera vez se realiza por vía democrático en elección conjunta con las elecciones presidenciales y parlamentarias, saliendo electo representando a la Provincia de Cachapoal en el Consejo Regional de O'Higgins.

## Historia electoral
- Elecciones municipales de 2000, para la alcaldía de Graneros[1]

| Candidato                  | Pacto        | Partido | Votos | %     | Resultado |
| -------------------------- | ------------ | ------- | ----- | ----- | --------- |
| Pablo Díaz Burgos          | Concertación | IND     | 4 767 | 35,58 | Alcalde   |
| Iñaki Busto Berasaluce     | Alianza      | UDI     | 2 724 | 20,33 | Concejal  |
| Nelson Osorio Carvajal     | Concertación | PPD     | 2 004 | 14,96 | Concejal  |
| Claudio Segovia Cofré      | Concertación | PDC     | 1 891 | 14,11 | Concejal  |
| Joaquín Fuenzalida Sánchez | Concertación | PDC     | 317   | 2,37  | Concejal  |
| Alfredo Carboni Moreno     | Alianza      | UDI     | 61    | 0,46  | Concejal  |

- Elecciones municipales de 2004, para la alcaldía de Graneros[2]

| Candidato                  | Pacto                          | Partido | Votos | %     | Resultado |
| -------------------------- | ------------------------------ | ------- | ----- | ----- | --------- |
| Juan Pablo Díaz Burgos     | Concertación                   | PDC     | 6 620 | 50,37 | Alcalde   |
| Sixto Huerta Caviedes      | Alianza                        | UDI     | 3 162 | 24,06 |           |
| Claudio Segovia Cofré      | Independiente (Fuera de pacto) | IND     | 2 755 | 20,96 |           |
| Margarita Santander García | Juntos Podemos                 | PC      | 607   | 4,62  |           |

- Elecciones municipales de 2008, para la alcaldía de Graneros[3]

| Candidato                 | Pacto                          | Partido | Votos | %     | Resultado |
| ------------------------- | ------------------------------ | ------- | ----- | ----- | --------- |
| Juan Pablo Díaz Burgos    | Concertación                   | PDC     | 6 060 | 45,52 | Alcalde   |
| Claudio Segovia Cofré     | Independiente (Fuera de pacto) | IND     | 4 733 | 35,55 |           |
| Gerardo Carvallo Castillo | Alianza                        | UDI     | 1 854 | 13,93 |           |
| Antonio Rojas Espinoza    | Juntos Podemos                 | ILD     | 667   | 5,01  |           |

- Elecciones municipales de 2012, para la alcaldía de Graneros[4]

| Candidato                   | Pacto                          | Partido | Votos | %     | Resultado |
| --------------------------- | ------------------------------ | ------- | ----- | ----- | --------- |
| Claudio Segovia Cofré       | Independiente (Fuera de pacto) | IND     | 6 713 | 49,54 | Alcalde   |
| Juan Pablo Díaz Burgos      | Concertación                   | PDC     | 5 851 | 43,18 |           |
| Francisco Beltrán Contreras | Alianza                        | RN      | 984   | 7,26  |           |

- Elecciones de Consejeros Regionales de 2013, para la Circunscripción Provincial de Cachapoal II[5]

| Candidato                   | Pacto                    | Partido | Votos  | %    | Resultado |
| --------------------------- | ------------------------ | ------- | ------ | ---- | --------- |
| Juan Pablo Díaz Burgos      | Nueva Mayoría para Chile | PDC     | 11 633 | 8,66 | Consejero |
| Eugenio Bauer Jouanne       | Alianza                  | UDI     | 11 253 | 8,38 | Consejero |
| Francisco Parraguez Leiva   | Nueva Mayoría por Chile  | IC      | 10 550 | 7,86 | Consejero |
| Óscar Ávila Méndez          | Nueva Mayoría para Chile | PS      | 7 711  | 5,74 | Consejero |
| Fernando Verdugo Valenzuela | Nueva Mayoría por Chile  | PRSD    | 7 488  | 5,58 | Consejero |
| Johanna Olivares Gribbell   | Alianza                  | RN      | 6 440  | 4,79 | Consejera |

### Elecciones de consejeros regionales de 2021
- Elecciones de consejero regional,por la circunscripción Cachapoal II (Codegua, Coinco, Coltauco, Doñihue, Graneros, Las Cabras, Machalí, Malloa, Mostazal, Olivar, Peumo, Pichidegua, Quinta de Tilcoco, Rengo, Requínoa, San Vicente)[6][7]

| Candidato                    | Pacto                         | Partido | Votos | %   | Resultados |
| ---------------------------- | ----------------------------- | ------- | ----- | --- | ---------- |
| Pedro Padilla Gamboa         | Partido de la Gente           | PDG     | 8 080 | 5,9 |            |
| Eugenio Bauer Jouanne        | Chile Vamos                   | UDI     | 7 746 | 5,2 | Consejero  |
| Edinson Toro Rojas           | Chile Vamos                   | RN      | 7 091 | 5,2 | Consejero  |
| Jacqueline Jorquera Reinoso  | Unidad Constituyente          | PS      | 6 553 | 4,8 | Consejera  |
| Patricia Beza Tagle          | Republicanos e Independientes | PRCh    | 6 391 | 3,6 |            |
| Juan Pablo Díaz Burgos       | Democracia Ciudadana          | PDC     | 5 648 | 4,1 | Consejero  |
| Esteban Valenzuela Van Treek | Regionalistas Verdes          | FRVS    | 3 850 | 2,8 | Consejero  |
| Álex Ramírez Ortiz           | Unidad Constituyente          | ILAG    | 3 792 | 2,8 | Consejero  |
| Julia Espinoza Carrasco      | Cambio Radical Progresista    | ILAS    | 3 732 | 2,7 | Consejera  |
| Liva Rojas Maldonado         | Cambio Radical Progresista    | PRO     | 3 728 | 2,7 |            |
| Ana González Palma           | Por un Chile Digno            | PCCh    | 2 582 | 1,9 | Consejera  |